# Independencia (stacja metra na linii E)
Independencia – stacja metra w Buenos Aires, na linii C i linii E. Stacja na linii C znajduje się pomiędzy stacjami Moreno, a San Juan, a na linii E Belgrano a San José. Stacja została otwarta 9 listopada 1934 (linia C), 24 kwietnia 1966 (linia E).